# Gouvernement Pujol IV
Généralité de Catalogne
Pujol III Pujol V
Le gouvernement Pujol IV (en catalan : Govern Pujol (4)) est le gouvernement de la Généralité de Catalogne entre le 16 avril 1992 et le 12 janvier 1996, durant la IVe législature du Parlement.

## Historique du mandat
Ce gouvernement est dirigé par le président de la généralité de Catalogne nationaliste libéral sortant Jordi Pujol. Il est constitué et soutenu par Convergence et Union (CiU), coalition des partis Convergence démocratique de Catalogne (CDC) et Union démocratique de Catalogne (UDC). Ensemble, ils disposent de 70 députés sur 135, soit 51,9 % des sièges du Parlement.
Il est formé à la suite des élections du 15 mars 1992.
Il succède donc au gouvernement Pujol III, constitué et soutenu par la même coalition.

### Formation
Au cours du scrutin parlementaire, Convergence et Union renforce légèrement sa majorité absolue dans le contexte de la plus faible participation depuis le rétablissement de la démocratie, profitant d'une posture modérée qui lui a permis de récupérer l'électorat notamment du Centre démocratique et social (CDS). Le centre droit dans son ensemble conserve son avance de 21 sièges sur les partis de centre gauche, parmi lesquels le Parti des socialistes de Catalogne (PSC) subit un revers en perdant trois députés au profit de CiU et d'Initiative pour la Catalogne (IC).
Le 9 avril 1992, après deux jours de débat parlementaire, Jordi Pujol reçoit l'investiture du Parlement pour la quatrième fois consécutive, par 70 voix pour, 58 contre et 7 abstentions, le Parti populaire (PP) ayant en effet choisi de ne pas prendre de position. Il est assermenté cinq jours plus tard au palais de la Généralité par le président du Parlement Joaquim Xicoy en présence du ministre des Administrations publiques Juan Manuel Eguiagaray. Les treize conseillers du gouvernement, tous issus de l'exécutif précédent, prennent leurs fonctions le lendemain.

### Succession
Jordi Pujol annonce le 25 septembre 1995 que les élections parlementaires seront anticipées au 19 novembre suivant, afin d'éviter qu'elles ne coïncident avec les élections générales, attendues pour le printemps, si la IVe législature allait à son terme. Avec un taux de participation en hausse de huit points, le scrutin est marqué par la percée du Parti populaire, qui fait plus que doubler sa représentation en réunissant le vote du centre droit non-nationaliste, et la perte de la majorité absolue de Convergence et Union, qui en bénéficiait depuis douze ans.
Le président de la Généralité échoue le 14 décembre à emporter la confiance du Parlement en totalisant les seules 60 voix de Convergence et Union, tandis que le Parti socialiste et le Parti populaire s'abstiennent et que la Gauche républicaine de Catalogne (ERC) et Initiative pour la Catalogne votent contre. Il obtient l'investiture deux jours plus tard, ayant obtenu la majorité simple avec 60 suffrages favorables, 63 abstentions et 11 oppositions. Il constitue en conséquence son cinquième gouvernement.

## Composition

### Initiale (16 avril 1992)
| Poste                                                         | Titulaire | Titulaire                                                                   | Parti |
| ------------------------------------------------------------- | --------- | --------------------------------------------------------------------------- | ----- |
| Président de la Généralité                                    |           | Jordi Pujol i Soley                                                         | CDC   |
| Conseiller à la Gouvernance                                   |           | Josep Gomis i Martí                                                         | CDC   |
| Conseiller à l'Économie et aux Finances                       |           | Macià Alavedra i Moner                                                      | CDC   |
| Conseiller à l'Enseignement                                   |           | Josep Laporte i Salas                                                       | CDC   |
| Conseiller à la Culture                                       |           | Joan Guitart i Agell                                                        | CDC   |
| Conseiller à la Santé et à la Sécurité sociale                |           | Xavier Trias i Vidal de Llobatera                                           | CDC   |
| Conseiller à la Politique territoriale et aux Travaux publics |           | Joaquim Molins i Amat                                                       | CDC   |
| Conseiller à l'Agriculture, à l'Élevage et à la Pêche         |           | Joan Vallvé i Ribera (jusqu'au 21/09/1992) Francesc Xavier Marimon i Sabaté | CDC   |
| Conseiller au Travail                                         |           | Ignasi Farreres i Bochaca                                                   | UDC   |
| Conseiller à la Justice                                       |           | Agustí Bassols i Parés                                                      | UDC   |
| Conseiller à l'Industrie et à l'Énergie                       |           | Antoni Subirà i Claus                                                       | CDC   |
| Conseiller au Commerce, à la Consommation et au Tourisme      |           | Lluís Alegre i Selga                                                        | UDC   |
| Conseiller au Bien-être social                                |           | Antoni Comas i Baldellou                                                    | CDC   |
| Conseiller à l'Environnement                                  |           | Albert Vilalta i Gonzàlez                                                   | CDC   |

### Remaniement du 23 décembre 1992
- Les nouveaux conseillers sont indiqués en gras, ceux ayant changé d'attributions le sont en italique.

| Poste                                                         | Titulaire | Titulaire | Parti |
| ------------------------------------------------------------- | --------- | --- | ----- |
| Président de la Généralité                                    |           | Jordi Pujol i Soley | CDC   |
| Conseiller à la Gouvernance                                   |           | Maria Eugènia Cuenca i Valero                                                                                                | CDC   |
| Conseiller à l'Économie et aux Finances                       |           | Macià Alavedra i Moner | CDC   |
| Conseiller à l'Enseignement                                   |           | Joan Maria Pujals i Vallvé                                                                                                   | CDC   |
| Conseiller à la Culture                                       |           | Joan Guitart i Agell | CDC   |
| Conseiller à la Santé et à la Sécurité sociale                |           | Xavier Trias i Vidal de Llobatera                                                                                            | CDC   |
| Conseiller à la Politique territoriale et aux Travaux publics |           | Joaquim Molins i Amat (jusqu'au 30/04/1993) Josep Maria Cullell i Nadal (du 07/05/1993 au 23/11/1994) Jaume Roma i Rodríguez | CDC   |
| Conseiller à l'Agriculture, à l'Élevage et à la Pêche         |           | Francesc Xavier Marimon i Sabaté                                                                                             | CDC   |
| Conseiller au Travail                                         |           | Ignasi Farreres i Bochaca | UDC   |
| Conseiller à la Justice                                       |           | Antoni Isac i Aguilar | UDC   |
| Conseiller à l'Industrie et à l'Énergie                       |           | Antoni Subirà i Claus | CDC   |
| Conseiller au Commerce, à la Consommation et au Tourisme      |           | Lluís Alegre i Selga | UDC   |
| Conseiller au Bien-être social                                |           | Antoni Comas i Baldellou | CDC   |
| Conseiller à l'Environnement                                  |           | Albert Vilalta i Gonzàlez | CDC   |

### Remaniement du1erfévrier1995
- Les nouveaux conseillers sont indiqués en gras, ceux ayant changé d'attributions le sont en italique.

| Poste                                                         | Titulaire | Titulaire                                                        | Parti |
| ------------------------------------------------------------- | --------- | ---------------------------------------------------------------- | ----- |
| Président de la Généralité                                    |           | Jordi Pujol i Soley                                              | CDC   |
| Conseiller à la Gouvernance                                   |           | Xavier Pomés i Abella                                            | CDC   |
| Conseiller à l'Économie et aux Finances                       |           | Macià Alavedra i Moner                                           | CDC   |
| Conseiller à l'Enseignement                                   |           | Joan Maria Pujals i Vallvé                                       | CDC   |
| Conseiller à la Culture                                       |           | Joan Guitart i Agell                                             | CDC   |
| Conseiller à la Santé et à la Sécurité sociale                |           | Xavier Trias i Vidal de Llobatera                                | CDC   |
| Conseiller à la Politique territoriale et aux Travaux publics |           | Jaume Roma i Rodríguez (jusqu'au 19/06/1995) Artur Mas i Gavarró | CDC   |
| Conseiller à l'Agriculture, à l'Élevage et à la Pêche         |           | Francesc Xavier Marimon i Sabaté                                 | CDC   |
| Conseiller au Travail                                         |           | Ignasi Farreres i Bochaca                                        | UDC   |
| Conseiller à la Justice                                       |           | Núria de Gispert i Català                                        | UDC   |
| Conseiller à l'Industrie et à l'Énergie                       |           | Antoni Subirà i Claus                                            | CDC   |
| Conseiller au Commerce, à la Consommation et au Tourisme      |           | Lluís Alegre i Selga                                             | UDC   |
| Conseiller au Bien-être social                                |           | Antoni Comas i Baldellou                                         | CDC   |
| Conseiller à l'Environnement                                  |           | Albert Vilalta i Gonzàlez                                        | CDC   |